# Zistersdorf
Zistersdorf (in slovacco Čistejov) è un comune austriaco di 5 354 abitanti nel distretto di Gänserndorf, in Bassa Austria; ha lo status di città (Stadtgemeinde).